# Kill Bill Volume 1 (filmzene)
A Kill Bill: Volume 1 OST Quentin Tarantino filmjének, a Kill Bill első részének a Kill Bill 1.-nek a filmzenéjét tartalmazza.

## Számok
1. "Bang Bang (My Baby Shot Me Down)" by Nancy Sinatra – 2:40
2. "That Certain Female" by Charlie Feathers – 3:02
3. "The Grand Duel (Parte Prima)" by Luis Bacalov – 3:24
4. "Twisted Nerve" by Bernard Hermann – 1:27
5. "Queen of the Crime Council" by Lucy Liu and Julie Dreyfus – 0:56
6. "Ode To Oren Ishii" by The RZA – 2:05
7. "Run Fay Run" by Isaac Hayes – 2:46
8. "Green Hornet Theme" by Al Hirt – 2:18
9. "Battle Without Honor or Humanity" by Tomoyasu Hotei – 2:28
10. "Don't Let Me Be Misunderstood" by Santa Esmeralda – 10:29
11. "Woo Hoo" (cover The Rock-A-Teens) by The 5.6.7.8's – 1:59
12. "Crane/White Lightning" by The RZA and Charles Bernstein – 1:37
13. "The Flower of Carnage" by Meiko Kaji – 3:52
14. "The Lonely Shepherd" by Gheorghe Zamfir and James Last – 4:20
15. "You're My Wicked Life" by David Carradine, Julie Dreyfus and Uma Thurman – 1:14
16. "Ironside" (excerpt) by Quincy Jones – 0:16
17. "Super 16" (excerpt) by NEU! – 1:06
18. "Yakuza Oren 1" by The RZA – 0:22
19. "Banister Fight" by The RZA – 0:21
20. "Flip Sting" (SFX) – 0:04
21. "Sword Swings" (SFX) – 0:05
22. "Axe Throws" (SFX) – 0:11